# 盜數計時
《盜數計時》（英語：Stolen）是一部2012年美國動作驚悚片，為西蒙·威斯特執導，由尼可拉斯·凱吉主演。於2012年9月14日在美國上映。

## 劇情
一群神通廣大的窃匪，在一次行動中窃得了一千萬美元，但行蹤卻被路人發覺，其中一名匪徒文森（喬什·盧卡斯飾）意圖殺害目擊証人，但被首領威爾（尼可拉斯·凱吉飾）勸阻，兩人開始爭執、扭打，文森的手槍走火，傷了自己的腿。威爾乘機制伏文森，把他送上汽車，自己隻身回去取那一千萬美元，被聯邦調查局（FBI）幹員們發現了蹤跡，同夥霍特（M·C·蓋尼飾）竟然不顧道義，開車揚長而去，害得威爾被捕，入獄八年。
威爾出獄打算金盆洗手，但是因當年槍傷被截肢的文森，卻不願就此甘休，殘障的他偽裝為計程車司機，擄走了威爾的女兒愛麗森（莎曼·蓋兒飾），要求威爾在十二個鐘頭之內交出那一千萬元。誰知當年威爾為了脫罪，早已把那一千萬美元鈔票焚毀了，威爾根本無錢可交，只好在紐奧良懺悔節慶典上飛車追逐文森，想要以行動救回愛女，卻仍是讓文森逃脫。
但愛女生死未卜的威爾，不得已，只好在瑞麗（瑪琳·艾科曼饰）的幫助下，窃取聯邦政府聯準會放在銀行保險箱的黃金金條，來換回女兒性命......

## 角色
- 喬什·盧卡斯 飾演 文森
- 尼可拉斯·凱吉 飾演 威爾
- M·C·蓋尼（英语：M. C. Gainey） 飾演 霍特
- 莎曼·蓋兒（英语：Sami Gayle） 飾演 愛麗森
- 瑪琳·艾科曼 飾演 瑞麗

## 發行

### 評價
爛番茄新鮮度僅16%，基於19條評論，平均分為4/10，而在Metacritic上得到43分，IMDB上得5.5分，收穫普遍差評。

### 票房
電影只有作小宣傳，在141個大銀幕上首周票房只有18萬3125美元，是一個票房炸彈。最終全球票房總計210萬美元。

## 外部連結
- 互联网电影数据库（IMDb）上《盜數計時》的资料（英文）
- Box Office Mojo上《盜數計時》的資料（英文）
- Metacritic上《盜數計時》的資料（英文）
- 爛番茄上《盜數計時》的資料（英文）